# A West Ham United szurkolói
Az Inter City Firm (ICF) egy ultracsoport, amely a West Ham Unitedhez kötődik, és főként az 1970-es, 1980-as és az 1990-es évek elején volt aktív. A név onnan ered, hogy az InterCity vonatokat használták az idegenbeli mérkőzésekre való utazáshoz. 1985-ben a Thames Television dokumentumfilmet forgatott róluk Hooligan címmel.

## Történetük
A csoport a West Ham más szurkolói csoportjai egyesülésével (pl. Mile End Boys, Essex East London) jött létre 1977-ben.
Az ICF-hez köthető legkiemelkedőbb személyiség Cass Pennant, aki könyvet írt róluk a címe: Congratulations You Have Just Met the ICF (Gratulálok, most találkoztál az ICF-fel), a könyv 2002-ben jelent meg, borítóján a Mile End Boys egyik tagja Bill Gardner szerepel, és a könyvben Pennant azt állítja, hogy az ICF nem volt rasszista vagy jobboldali. 
Carlton Leach, a Gyalogosok felemelkedése című film főszereplője is a csoporthoz kötődik. Pat Tate-tel, Tony Tuckerrel és Craig Rolfe-fal együtt később londoni és essexi alvilág ismert alakjai lettek. Eltávolodtak a futballmeccsektől, hogy a drogkereskedelemre és a dílerek zsarolására összpontosítsanak. Tate, Tucker és Rolfe  Rettendon-gyilkosságok áldozatai lettek.

ICF-névjegykártya, 1980-as évek

Az ICF elsőként kezdte használni a névjegykártyákat, amiket általában az áldozatokon hagytak. A névjegykártyák felirata: „Gratulálok, most találkoztatok az ICF-fel”. Később  a névjegykártyák más futballkluboknál is népszerűvé váltak.
Az 1980-as évek legvégén az ICF rendszeresen kapcsolatban állt a brit kalózrádióval, a Centreforce-szal, Andy Swallowon keresztül. Swallow egykor az Essex East London Firm tagja  volt.
Az ICF 2018-ban került ismét a figyelem középpontjába, amikor korábbi tagjai Real West Ham Szurkolói Akciócsoporttá(RWHFAG) alakultak, és tiltakozásokat szerveztek a klub igazgatótanácsa ellen.

## Kulturális hagyatékuk
Az ICF képezte Alan Clarke 1988-as filmjének, a The Firmnek az alapját. Gary Oldman alakítja Bex Bissellt, az ICC - Inter City Crew - vezetőjét. Az ICF tagjait tanácsadóként alkalmazták a film elkészítésében. A 2005-ös Green Street című film (és folytatásai) szintén az ICF-en alapulnak, de ott  a GSE ('Green Street Elite') rövidítést használták. Az ICF megjelenik Irvine Welsh Ecstasy: Three Tales of Chemical Romance című novellájában.

## Fordítás
Ez a szócikk részben vagy egészben  az   Inter City Firm című angol Wikipédia-szócikk ezen változatának fordításán alapul.  Az eredeti cikk szerkesztőit annak laptörténete sorolja fel. Ez a jelzés csupán a megfogalmazás eredetét és a szerzői jogokat jelzi, nem szolgál a cikkben szereplő információk forrásmegjelöléseként.

## További olvasmányok
- Pennant, Cass. Congratulations You Have Just Met the ICF. Blake Publishing (2003). ISBN 978-1-904034-85-8
- Gardner, Bill. Good Afternoon, Gentlemen, the Name's Bill Gardner. Blake Publishing (2006). ISBN 978-1-84454-261-1